# Benny Vansteelant
Benny Vansteelant (19. listopadu 1976 – 14. září 2007) byl belgický duatlonista, osminásobný mistr světa a čtyřnásobný evropský šampión. 8. září se během tréninku srazil s osobním automobilem, 14. září v ranních hodinách utrpěným zraněním podlehl.